# Bouy-Luxembourg
Bouy-Luxembourg è un comune francese di 197 abitanti situato nel dipartimento dell'Aube nella regione del Grand Est.

## Società

### Evoluzione demografica
Abitanti censiti